# ت. ج. والوورث
توماس جيمس والوورث (بالإنجليزية: Thomas James Wallworth) (ولد في بولتون، لانكشاير)،  كان السكرتير الإنجليزي بالنيابة لنادي مانشستر يونايتد من 9 سبتمبر 1912 إلى 20 أكتوبر 1912؛ لم يُستخدم مصطلح "مدرب" في مانشستر يونايتد حتى وصول جاك روبسون في عام 1914. تم تعيين والوورث سكرتيرًا بعد استقالة إرنست مانغنال في أغسطس 1912 وظل في المنصب حتى تعيين جون بنتلي في أكتوبر 1912. 